# King Mahendra Memorial 1985
Das II. King Mahendra Memorial 1985 im Badminton fand im April 1985 statt.

## Finalergebnisse
| Disziplin    | Sieger                             | Finalist                           | Ergebnis         |
| ------------ | ---------------------------------- | ---------------------------------- | ---------------- |
| Herreneinzel | Vitaliy Shmakov                    | Harjeet Singh                      | 15–2, 15–9       |
| Dameneinzel  | Amy Chan                           | Viktoria Pron                      | 3–11, 11–6, 11–8 |
| Herrendoppel | Soe Naing Win Tun Htein            | Evgeniy Kravchenko Vitaliy Shmakov | 15–8, 18–15      |
| Damendoppel  | Svetlana Belyasova Elena Rybkina   | Vlada Beljutina Viktoria Pron      | 15–10, 15–4      |
| Mixed        | Vitaliy Shmakov Svetlana Belyasova | Chan Chi Choi Amy Chan             | 15–7, 15–4       |